# Valentina Carnelutti
Valentina Carnelutti (ur. 6 lutego 1973 w Mediolanie) – włoska aktorka filmowa i telewizyjna.

## Kariera
Urodziła się w Mediolanie 6 lutego 1973 roku. W 1999 roku wystąpiła we włoskiej komedii Zatańczmy mambo w reżyserii Lucio Pellegriniego. W następnych latach zagrała m.in. w takich filmach, jak: Nasze najlepsze lata (2003, reż. Marco Tullio Giordana, obraz zdobył 6 nagród David di Donatello), Matka taka jak ty (2004, reż. Vittorio Sindoni), Coco Chanel (2008, reż. Christian Duguay), Czerwone cienie (2009, reż. Francesco Maselli), Oskarżona Amanda Knox (2011, reż. Robert Dornhelm), Barabasz (2012, reż. Roger Young). 
W 2016 aktorka wystąpiła we włoskim komediodramacie Zwariować ze szczęścia w reżyserii Paolo Virzìego. Obraz nagrodzono pięcioma statuetkami David di Donatello oraz prestiżową nagrodą Złoty Kłos na MFF w Valladolid. 
W 2017 wcieliła się w rolę Paoli w komedii Terapia sercowa (reż. Francesco Amato).